# Manos Kalomiris
Manos Kalomiris (født 26. december 1883 i Smyrna , Tyrkiet – død 3. april 1962 i Athen, Grækenland) var en græsk komponist og pianist.
Kalomiris studerede klaver og komposition i Wien. Han bosatte sig for en tid i Rusland nærmere Ukraine og underviste der i klaver.
Bosatte sig så i Athen , hvor han blev en af de første grækere af betydning i klassisk musik. Han har komponeret 3 symfonier,
Fem operaer, en klaverkoncert og orkestermusik. Han var inspireret af Richard Wagner, Nikolaj Rimskij-Korsakov og græsk folkemusik.

## Udvalgte værker
- Symfoni nr. 1 "Levendia" (1918-1920 rev. 1937-1952) - for kor og orkester
- Symfoni nr. 2 "Af den gode og enkle folkemusik" (1931) - for kor og orkester
- Symfoni nr. 3 "Palamian" (1955) - for fortæller og orkester
- "Triptykon" (1937) - for orkester
- "Protomester" (1915-1916) - opera
- "Modernes ring" (1917 rev 1939) - opera
- Klaverkoncert (1935) - for klaver og orkester
- "Græsk Rapsodi" (1940) - for orkester